# Суворовська площа (Санкт-Петербург)
Суворовська площа (рос. Суворовская площадь) — одна з великих площ в історичному центрі Санкт-Петербурга. Розташована біля Троїцького мосту при виході на нього Садової вулиці через Мільйонну вулицю.
У центрі площі встановлений пам'ятник полководцю Олександру Суворову (скульптор М. І. Козловський 1799—1801, бронза).

## Історія
У кінці XVIII століття ділянка землі на захід від будинку Салтикова належала О. Р. Воронцову, який незабаром відмовився від цього землеволодіння. На цьому місці Салтиков заклав сад, що займав увесь простір до службового корпусу Мармурового палацу і був відокремлений від Царициної галявини і берега Неви парканом.
У 1818 році сад був викуплений скарбницею і за проектом архітектора К. І. Россі тут була облаштована площа перед Троїцьким мостом. На площу з Марсового поля був перенесений пам'ятник О. В. Суворову і з 1823 року вона отримала назву Суворовська.

## Зв'язок із міською транспортною мережею
- Троїцький міст
- Палацова набережна
- Мільйонна вулиця

## Пам'ятки
З усіх боків площі розташовані міські визначні пам'ятки:
- З півночі — Троїцький міст і Палацова набережна. По льоду Неви в бік Виборзької сторони з 1895 по 1910 роки був прокладений Льодовий трамвай.
- Зі сходу на площу виходить будівля інституту культури.
- Із півдня до площі примикає Марсове поле із меморіалом Вічного вогню.
- Із заходу до площі примикає службовий корпус Мармурового палацу.